# Valsot
Valsot (rätoromanska: "nedre dalen") är en kommun i regionen Engiadina Bassa/Val Müstair i den schweiziska kantonen Graubünden. Den omfattar nedersta delen av dalen Engiadina Bassa och gränsar till Österrike och Italien. Valsot bildades 2013 genom sammanläggning av de tidigare kommunerna Ramosch och Tschlin. Förutom Ramosch och Tschlin finns i kommunen även orterna Strada och Martina. 
Tre fjärdedelar av befolkningen har det rätoromanska idiomet vallader som modersmål, och de allra flesta tillhör den reformerta kyrkan.